# Municipio de Canaan (Misuri)
El municipio de Canaan (en inglés: Canaan Township) es un municipio ubicado en el condado de Gasconade en el estado estadounidense de Misuri. En el año 2010 tenía una población de 5339 habitantes y una densidad poblacional de 26,88 personas por km².

## Geografía
El municipio de Canaan se encuentra ubicado en las coordenadas 38°22′11″N 91°26′20″O / 38.36972, -91.43889. Según la Oficina del Censo de los Estados Unidos, el municipio tiene una superficie total de 198.65 km², de la cual 197.22 km² corresponden a tierra firme y (0.72%) 1.43 km² es agua.

## Demografía
Según el censo de 2010, había 5339 personas residiendo en el municipio de Canaan. La densidad de población era de 26,88 hab./km². De los 5339 habitantes, el municipio de Canaan estaba compuesto por el 97.9% blancos, el 0.09% eran afroamericanos, el 0.24% eran amerindios, el 0.45% eran asiáticos, el 0.09% eran isleños del Pacífico, el 0.11% eran de otras razas y el 1.11% pertenecían a dos o más razas. Del total de la población el 1.14% eran hispanos o latinos de cualquier raza.